# Vampyriscus nymphaea
Vampyriscus nymphaea é uma espécie de morcego da família Phyllostomidae. Pode ser encontrada em Honduras, Nicarágua, Costa Rica, Panamá, Equador e Colômbia. Foi anteriormente classificada no gênero Vampyressa mas atualmente é uma das três espécies de Vampyriscus. 

## Descrição
É um morcego pequeno, com um comprimento de 47 a 70 mm da cabeça e corpo e um peso entre 10 a 13 gramas. Possui quatro listras claras na face, duas entre os olhos e duas na região das bochechas. Há uma fraca listra dorsal 

## Distribuição e Hábitat
São comumente encontrados em áreas florestadas tropicais na América Central e do Sul.  Na Estação Biológica La Selva (Costa Rica), indivíduos da espécie foram encontrados utilizando folhas modificadas (tendas) de Pentagonia donnell-smithii como abrigo diurno. 

## Dieta
Como todas as espécies da subfamília Stenodermatinae, a espécie é predominantemente frugívora, sendo que em sua dieta já foram registrados frutos e infrutescências das seguintes espécies: Cecropia obtusifolia, Ficus cahuitensis, Piper auritum e Piper sancti-felicis. 